# Franz von Chelius

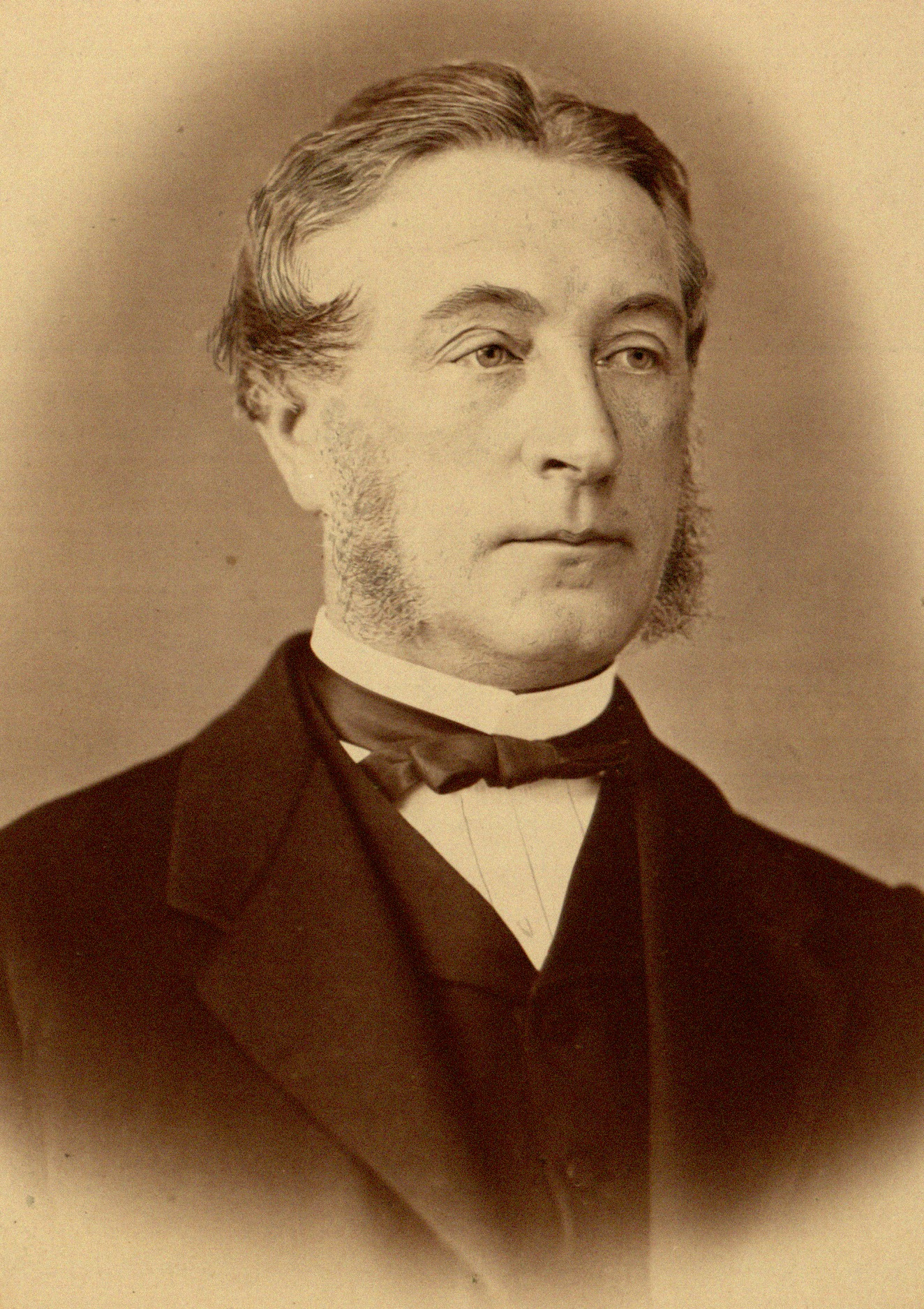
Franz von Chelius

Franz Carl von Chelius (* 6. September 1821 in Heidelberg; † 6. Juni 1899 in Ahrweiler) war ein deutscher Chirurg. 

## Leben
Franz Carl von Chelius war der Sohn des Chirurgen Maximilian Joseph von Chelius und dessen Ehefrau Anna Maria Freiin von Sensburg (1797–1867). Franz von Chelius heiratete 1850 Marie Minet (* 14. März 1830 in Mannheim; † 31. Januar 1896 in Heidelberg). Sie hatten eine Tochter Barbara Warinka Maria (Marinka) (1856–1949), die am 12. Juni 1875 in Dresden Eberhard von dem Bussche-Ippenburg (1851–1937) heiratete und eine Urgroßmutter von Claus von Amsberg, Prinzgemahl der Niederlande, war, sowie einen Sohn.
Nach dem Besuch des Gymnasiums in Heidelberg studierte er 1833–44 Medizin an der Universität Heidelberg. Nach seiner Habilitation 1848 wurde er Assistenzarzt und 1852 a. o. Professor an der Universität Heidelberg, 1857 wurde er etatmäßiger a. o. Professor. 1873 bis 1877 war er in Dresden tätig. Ab 1877 war er Leiter einer Privatklinik für Chirurgie und Frauenheilkunde in Heidelberg. 1896 zog er sich krankheitshalber nach Ahrweiler zurück.

## Ehrungen
- 1850 Ritterkreuz I. Klasse des Großherzoglich Hessischen Ludwigsordens
- 1871 Ritterkreuz I. Klasse des badischen Ordens vom Zähringer Löwen
- 1875 Komturkreuz II. Klasse des großherzoglich hessischen Verdienstordens Philipps des Großmütigen
- 1876 badischer Hofrat
- 1879 Komturkreuz des mecklenburgischen Hausordens der Wendischen Krone

## Veröffentlichungen
- De amputatione in articulo pedis. Heidelberg 1846.
- Über die Amputation am Fussgelenk. Heidelberg 1846.
- Über das Staphylom der Hornhaut. Heidelberg 1847.